# 이주영 (1982년)
이주영(李妵鍈, 1982년 3월 22일~)은 대한민국의 의사 출신 정치인이다. 제22대 국회의원이다.
동국대학교 의과대학을 졸업했으며 소아청소년과 전문의를 취득하여 순천향대학교 천안병원에서 교수로 근무했다.
제22대 국회의원 선거를 앞두고 개혁신당에 입당했으며 비례대표 순번 1번으로 공천되었다. 그리고 선거 결과 비례대표 당선권에 들면서 제22대 국회의원으로 당선되었다.

## 학력
- 2007. 2. 동국대학교 의과대학 의학 학사
- 울산대학교 대학원 의학 석사

## 경력
- 소아청소년과 전문의
- 순천향대학교 부속 천안병원 소아전문응급센터 소아응급의학과 전문의
- 순천향대학교 부속 천안병원 임상부교수
- 2024. 3.~2024. 4. 개혁신당 제22대 국회의원 선거 공동선거대책위원장
- 2024. 4. 개혁신당 정책위원회 부의장
- 2024. 4. 10. 대한민국 제22대 국회의원 선거 당선(비례대표, 개혁신당, 초선)
- 2024. 5.~ 개혁신당 정책위원회 의장
- 2024. 5. 개혁신당 당헌당규제정위원장
- 2024. 5. 개혁신당 총선백서위원장
- 2024. 5.~ 개혁신당 서울특별시당 송파구 갑 조직위원회 위원장
- 2025. 4.8.~6.3. 제21대 대통령 선거 개혁신당 이준석 대통령 후보 공동선거대책위원장 겸 공약개발단장 겸 정책본부장

## 역대 선거 결과
| 실시년도 | 선거  | 대수 | 직책     | 선거구   | 정당     | 득표수      | 득표율         | 순위         | 당락 | 비고 |
| -------- | ----- | ---- | -------- | -------- | -------- | ----------- | -------------- | ------------ | ---- | ---- |
| 2024년   | 총선  | 22대 | 국회의원 | 비례대표 | 개혁신당 | 1,025,775표 | \| \| 3.61% \| | 비례대표 1번 |      | 초선 |
|          | 3.61% |      |          |          |          |             |                |              |      |      |

## 소속 정당
| 소속 정당 | 소속 정당 | 소속 기간 | 비고      |
| --------- | --------- | --------- | --------- |
|           | 개혁신당  | 2024~현재 | 정계 입문 |

## 같이 보기
- 대한민국 제22대 국회의원 선거 개혁신당 후보 목록#비례대표

## 의정 활동
- 2024년 5월 30일~: 제22대 국회의원(비례대표, 개혁신당, 초선)
  - 2024년 5월~: 제22대 국회 전반기 보건복지위원회 위원
  - 2024년 11월~: 제22대 국회 전반기 예산결산특별위원회 위원